# Iresine calea
Iresine calea är en amarantväxtart som först beskrevs av Ibáñez, och fick sitt nu gällande namn av Paul Carpenter Standley. Iresine calea ingår i släktet Iresine och familjen amarantväxter. Inga underarter finns listade i Catalogue of Life.